# 三井金属鉱業
三井金属鉱業株式会社（みついきんぞくこうぎょう、英：Mitsui  Mining and Smelting Company, Limited.）は、金属製錬、電子材料製造、自動車部品製造を主な事業とする、三井グループの大手非鉄金属メーカーである。日経平均株価およびJPX日経インデックス400の構成銘柄の一つ。

## 概要
神岡鉱山採掘からスタートし、財閥解体に伴う三井鉱山（現・日本コークス工業）からの分離により会社設立。設立当初は朝鮮戦争の特需景気により金属価格が高騰、優良企業として業績を伸ばした。しかしながら、1980年代の急激な円高による地金価格の下落、神岡鉱山の亜鉛精錬を原因とするイタイイタイ病に対する補償などで業績は悪化、長期無配となるなど長く経営不振が続いた。
業績回復のきっかけになったのは1993年（平成5年）、宮村眞平が社長に就任。ベースアップ停止、一時金の増減による業績連動型の年収管理制度の導入など時代に先駆けた労務改革、及び、製錬にとらわれない業種転換によって経営再建が行われた。
現在は地金などの基礎素材と共に銅箔、2輪＆4輪向け排ガス浄化用触媒、薄膜材料などの中間素材、自動車部品などの組み立て加工にも注力しており、総合素材メーカーと呼ぶべき事業内容となっている。自動車ドアロック部品、銅箔で世界トップクラスを誇る。

## 事業所所在地
本社
- 東京都品川区大崎1-11-1

日本国内生産拠点
- パーライト事業部 喜多方工場 - 福島県喜多方市
- 銅箔事業部 上尾事業所 - 埼玉県上尾市
- 触媒事業部 神岡工場 - 岐阜県飛騨市
- パーライト事業部 大阪工場 - 大阪府貝塚市

- 日比製煉所 - 岡山県玉野市
- 竹原製煉所 - 広島県竹原市
- 薄膜材料事業部 大牟田工場 - 福岡県大牟田市
- 機能粉事業部 三池レアメタル工場 - 福岡県大牟田市
- セラミックス事業部 大牟田工場 - 福岡県大牟田市

## 事業部
機能材料事業本部
- 電池材料事業部
- 触媒事業部
- 機能粉事業部
- 銅箔事業部
- 薄膜材料事業部
- セラミックス事業部

金属事業本部
- 金属事業部
- 資源事業部
- 銅事業統括部

関連事業統括部
- パーライト事業部

## 沿革
- 1874年（明治7年）9月 - 三井組が神岡鉱山の経営権を取得。
- 1892年（明治25年）6月 - 三井鉱山合資会社を設立。
- 1911年（明治44年）12月 - 三井鉱山株式会社に改組。
- 1913年（大正2年）8月 - 大牟田亜鉛製煉工場操業開始。
- 1928年（昭和3年）1月 - 彦島亜鉛製煉工場を買収。
- 1943年（昭和18年） - 神岡鉱業所亜鉛電解工場操業開始。
- 1943年（昭和18年）3月 - 日比製煉所・竹原製煉所を買収。
- 1950年（昭和25年）5月 - 財閥解体により三井鉱山株式会社の金属部門が神岡鉱業株式会社として分離。
- 1950年（昭和25年）10月 - 東京証券取引所などに株式上場。
- 1952年（昭和27年）12月 - 三井金属鉱業株式会社に社名変更。
- 1962年（昭和37年）4月 - 王子金属工業を合併、圧延加工事業部を設置。昭和ダイカストを合併し、ダイカスト事業部を設置。
- 1968年（昭和43年） - イタイイタイ病原因企業として富山地裁に提訴され、1971年（昭和46年）に敗訴し賠償を命じられる。
- 1980年（昭和55年）10月 - 三井金属箔製造を合併、上尾銅箔工場を継承。三金レア・アースを合併し、三池レアメタル工場を設置。
- 1986年（昭和61年）7月 - 神岡鉱業所を分離し神岡鉱業株式会社、彦島製煉所を分離し彦島製錬株式会社、三池製煉所を分離し三池製錬株式会社を設立。
- 1990年（平成2年）1月 - 東京高級炉材を合併し、セラミック事業部を設置。三井金属パーライトを合併し、パーライト事業部を設置
- 1999年（平成11年）1月 - 本社を東京都品川区大崎に移転。
- 2000年（平成12年）10月 - 日鉱金属と共同出資でパンパシフィック・カッパーを設立。
- 2001年（平成13年）6月 - 神岡鉱業が神岡鉱山の鉛亜鉛鉱石採掘を中止。
- 2002年（平成14年）7月 - 住友金属鉱山株式会社と共同出資でエム・エス・ジンク株式会社を設立
- 2003年（平成15年）4月 - 自動車部品会社である大井製作所を子会社化。
- 2008年（平成20年）4月 - 愛知計装株式会社を吸収合併し、計測システム事業部に統合。
- 2009年（平成21年）5月 - 名古屋証券取引所、福岡証券取引所、札幌証券取引所上場廃止。
- 2010年（平成22年）7月 - 自動車機器事業を大井製作所に会社分割し、三井金属アクト株式会社へ商号変更。
- 2010年（平成22年）7月 - 圧延加工事業を分離し、住友金属鉱山伸銅株式会社を存続会社として合併、三井住友金属鉱山伸銅株式会社へ商号変更。
- 2010年（平成22年）12月 - 大阪証券取引所上場廃止。
- 2012年（平成24年）10月 - 計測システム事業を三井金属九州機工に会社分割し、三井金属計測機工株式会社へ商号変更。
- 2013年（平成25年）12月 - イタイイタイ病・カドミウム被害問題の全面解決。
- 2014年（平成26年）7月 - ダイカスト事業を会社分割し、三井金属ダイカスト株式会社を設立。
- 2025年（令和7年）10月 - 三井金属株式会社（英：Mitsui Kinzoku Company, Limited）に社名変更予定。

## 関連企業
機能材料事業
- パウダーテック株式会社
- 日本イットリウム株式会社

金属事業
- 神岡鉱業株式会社
- 八戸製錬株式会社
- 彦島製錬株式会社
- 三池製錬株式会社
- 日比共同製錬株式会社
- パンパシフィック・カッパー株式会社
- 中竜鉱業株式会社
- 三井金属資源開発株式会社
- 三井串木野鉱山株式会社
- 三井金属リサイクル株式会社
- 奥会津地熱株式会社

自動車部品事業
- 三井金属アクト株式会社

関連事業
- 三谷伸銅株式会社
- 株式会社ナカボーテック
- 吉野川電線株式会社
- 三井金属スタッフサービス株式会社
- 三井金属商事株式会社
- 三井金属ダイカスト株式会社
- 神岡部品工業株式会社
- 九州精密機器株式会社
- 日本メサライト工業株式会社
- 三井金属計測機工株式会社
- 三井住友金属鉱山伸銅株式会社
- 三井研削砥石株式会社
- 株式会社三井金属ユアソフト
- 三井金属エンジニアリング株式会社

## 不祥事
- 岐阜県飛騨市の神岡鉱山で塵肺になったのは、会社側の粉塵対策が不十分だったためだとして、富山、岐阜両県の元作業員ら8人が三井金属と子会社の神岡鉱業に損害賠償を求めた訴訟で、最高裁判所は、会社側の上告を受理しない決定をした。2022年9月20日付。塵肺と認定した6人を含む全員に計約1億2千万円の支払いを命じた二審判決が確定した[4]。
- 神通川下流域である富山県婦負郡婦中町（現・富山市）において日本四大公害病であるイタイイタイ病が発生したが、その原因は岐阜県の三井金属鉱業神岡事業所（神岡鉱山）による鉱山の製錬に伴う未処理廃水であった。
- 三井金属子会社の三井金属パーライトの大阪・喜多方両工場において、建材用製品の検査測定値の改竄が行われていたことが、2025年4月に発覚。三井金属側は調査を行っているが、20年以上前から行われているとされ、開始時期の特定は困難と見られる[5][6]。